# Carl-Johan Franck
 (juillet 2017).
Si vous disposez d'ouvrages ou d'articles de référence ou si vous connaissez des sites web de qualité traitant du thème abordé ici, merci de compléter l'article en donnant les références utiles à sa vérifiabilité et en les liant à la section « Notes et références ».
Carl-Johan Franck (né le 21 février 1922 et mort le 21 octobre 2014) est un joueur de football suédois qui évoluait au poste d'attaquant.

## Carrière
Carl-Johan Franck est surtout connu pour avoir terminé meilleur buteur du championnat de Suède 1948-1949. 
Malgré cette performance, il n'est appelé qu'une seule fois en équipe nationale, en 1949, pour un match de qualification de la coupe du monde 1950 contre l'Irlande. Mais il doit décliner la convocation, ayant été victime d'une commotion cérébrale.